# Аэродром

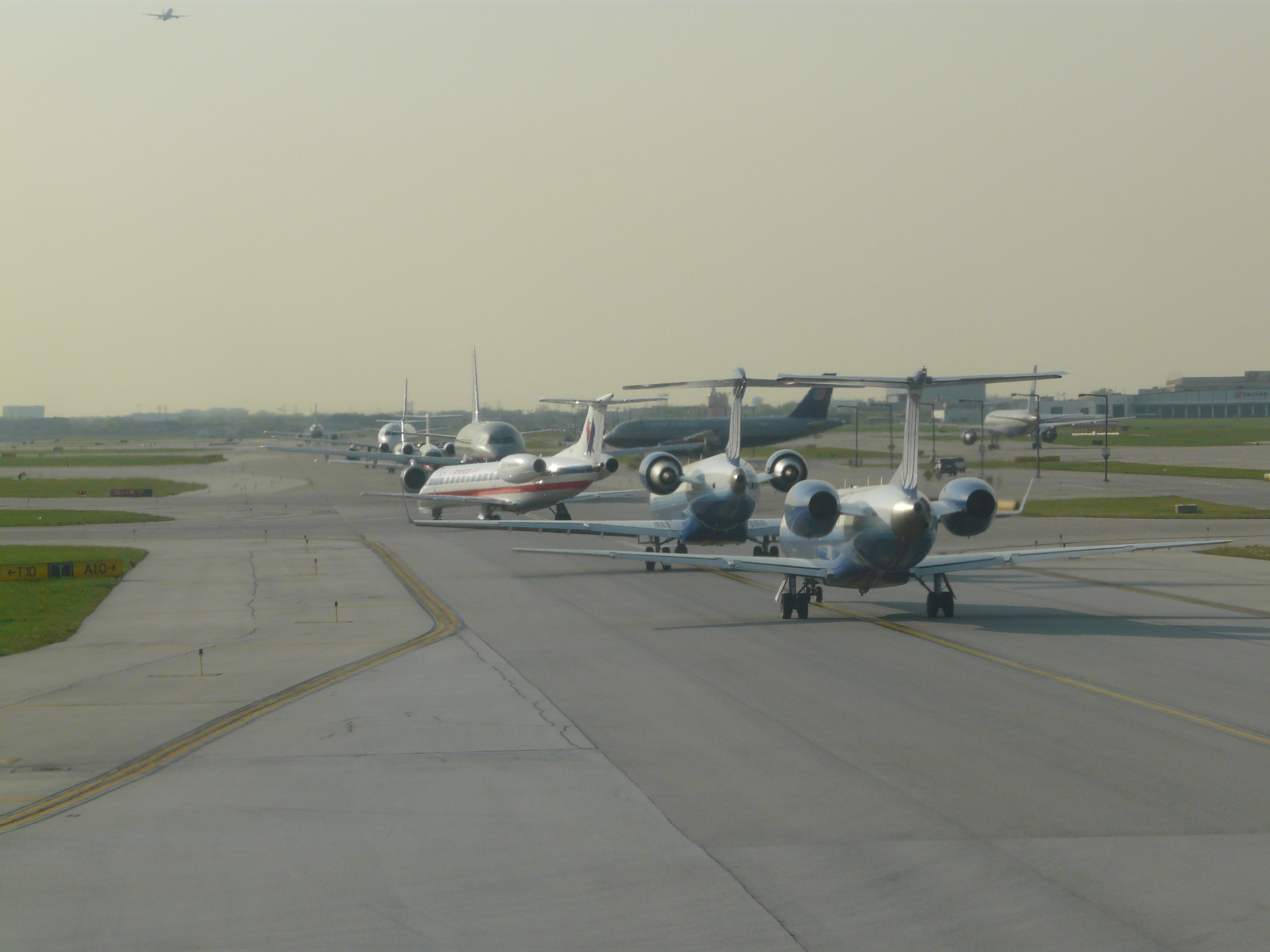
Гражданский аэродром

Аэродро́м (от греч. αέρος — воздух и δρόμος — дорога, улица) — земельный или водный участок с воздушным пространством, сооружениями и оборудованием, обеспечивающими взлёт, посадку, руление, размещение и обслуживание самолётов, вертолётов и планёров.
Аэродром — это комплекс инженерных сооружений, который включает непосредственно лётное поле (взлётно-посадочные полосы, рулёжные дорожки, стоянки оперативного обслуживания ВС), объекты комплекса управления воздушным движением (командно-диспетчерский пункт КДП, метеослужба аэродрома, средства радиолокационного, радиотехнического и светотехнического оборудования), объекты служб инженерно-технического обеспечения полётов (производственные площадки, цеха, ангары, технические и складские помещения), объекты служб аэродромно-технического обеспечения (склады материально-технического снабжения, служба ГСМ, служба аэродромно-технического имущества, автопарк спецавтомобилей, пожарная станция, помещения службы безопасности (на военных — охраны и обороны).
Следует различать термины аэродром и аэропорт. Аэропорт — это аэродром с аэровокзалом.
Также в авиации применяется термин «аэроузел» — объединение близкорасположенных районов аэродромов (вертодромов), которые имеют общие границы и организация полётов с которых требует согласования и координирования. Аэродромы одного аэроузла могут иметь созвучное наименование или обозначение (например, московский аэроузел).

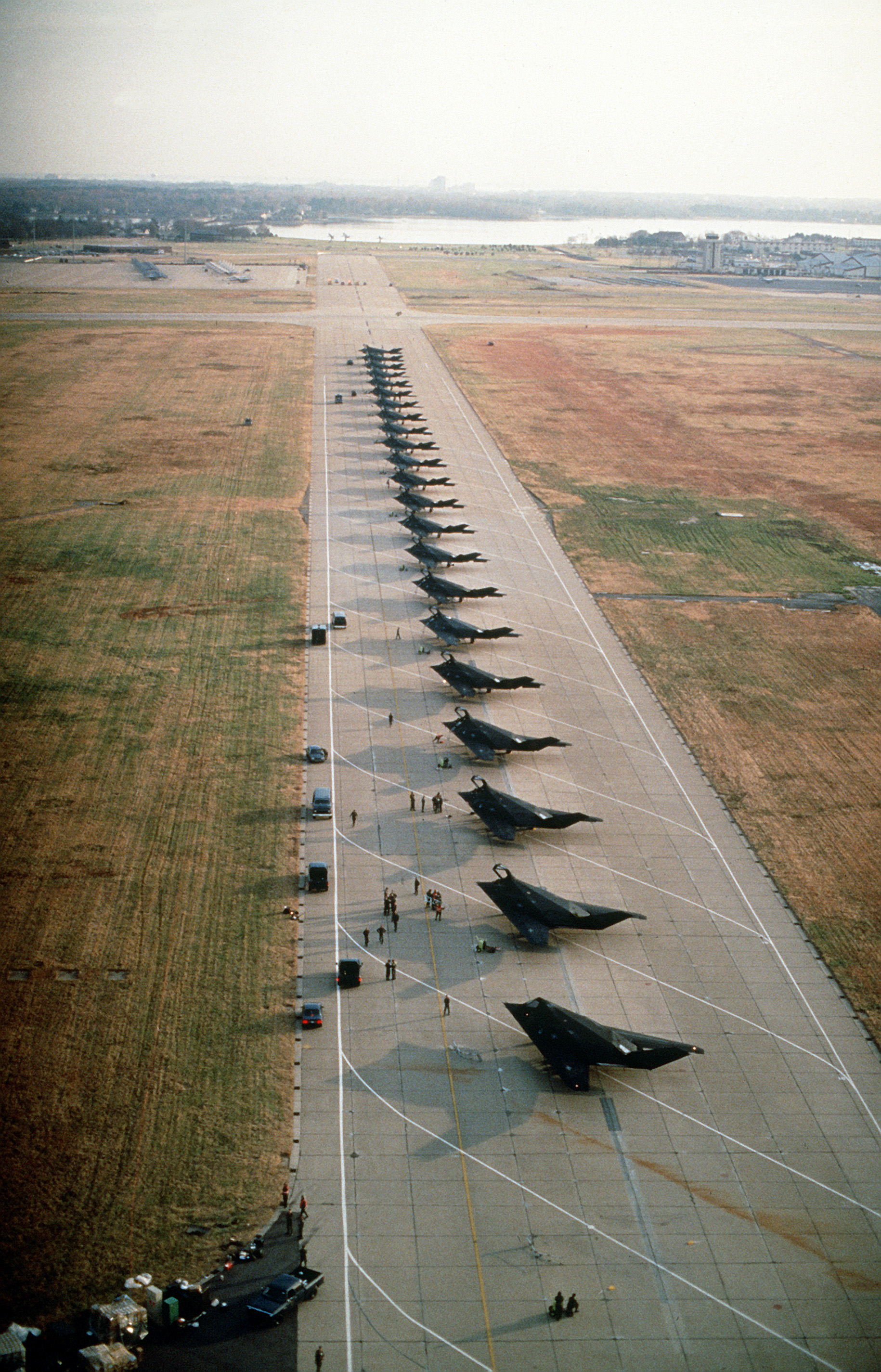
Военный аэродром США

## Этимология
В русский язык слово «аэродром» пришло в начале XX века из французского, где слово aérodrome было произведено от уже имевшегося aéroplane «самолёт» по аналогии с hippodrom «ипподром».

## Виды аэродромов
Аэродромы могут быть:

### По виду собственности
- государственные — используемые в государственных (муниципальных) целях;
- частные — используемые по праву собственности.

По назначению:
- военные — используемые военной (государственной) авиацией;
- гражданские — используемые для гражданских пассажирских и грузовых воздушных перевозок.
- Аэродромы совместного базирования (совмещают в себе гражданский и военный)

### По категории использования
- действующие;
- недействующие.

В свою очередь, действующие аэродромы классифицируются как:
- аэродромы основного базирования — на таком аэродроме авиация находится на постоянной основе, то есть базируется;
- запасные аэродромы — предназначены для посадки воздушного судна в случае, когда использование аэродрома назначения невозможно;
- оперативные аэродромы — предназначены для временного размещения воздушных судов при выполнении конкретных задач.

### По месторасположению
- Аэродром горный — аэродром, расположенный на местности с пересечённым рельефом и относительными превышениями 500 м и более в радиусе 25 км от контрольной точки аэродрома (КТА), а также аэродром, расположенный на высоте 1000 м и более над уровнем моря. На аэродромах, классифицируемых как «горные», схема подхода и схема захода на посадку, а также техника взлёта отличается от стандартной.

## Типы аэродромов
- Гражданские (для наземного обеспечения гражданских пассажирских и грузовых воздушных перевозок, входят в состав аэропортов):
  - трассовые — для выполнения авиационных рейсов;
  - учебные — для обучения и тренировки курсантов лётных училищ;
  - заводские — для испытания воздушных судов после ремонта на авиастроительных и авиаремонтных заводах и отправки прошедших испытания воздушных судов в аэропорты приписки;
  - для выполнения авиационных работ.
- Экспериментальные (для испытаний новой авиационной техники на авиационных заводах и полигонах).

### По собственности
По классу собственности:
- государственные:
  - Все без исключения военные (для решения задач оборонного характера, несения боевого дежурства, переброски войск и так далее);
  - учебные (для обучения лётного, штурманского и технического состава военной авиации);
  - спортивные (для учебно-тренировочных и показательных полётов на самолётах, вертолётах, дельтапланах, планерах, парапланах, выполнения парашютных прыжков);
- Муниципальные;
- Частные аэродромы и лётные поля.

На гражданских аэродромах дислоцируются (базируются) гражданские авиапредприятия (авиакомпании). На военных дислоцируется государственная авиация. На экспериментальных аэродромах — организации, занимающиеся испытаниями авиатехники (лётно-испытательные станции авиазаводов, научно-исследовательские учреждения различных ведомств — как гражданских, так и военных). На учебных аэродромах — лётные и авиационно-технические училища (гражданские или военные). На спортивных — спортивные авиаклубы, относящиеся к ДОСААФ и подобным организациям.
Используются также аэродромы совместного базирования. Под эту категорию попадают аэродромы, на которых размещены авиационные предприятия или организации различной подчинённости, в том числе военные, но принадлежащие различным силовым ведомствам (структурам).
При совместном базировании гражданских и военных организаций на одном аэродроме, старшим авиационным начальником аэродрома будет командир размещённой здесь авиационной воинской части (при дислокации нескольких — командир наиболее крупной либо значимой).
Начиная с 1992 года аэродромная сеть Российской Федерации — России сократилась на 918 аэродромов: по состоянию на 2008 год в государственном реестре всего 383 аэродрома. Подавляющее число действующих аэропортов (кроме крупнейших) убыточны. Около 70% взлётно-посадочных полос с искусственными покрытиями были построены более 20—30 лет назад, большинство из них нуждается в реконструкции.
В последние годы для обозначения (в том числе отличительного) военных аэродромов в российских СМИ стал нередко применяться термин авиабаза, заимствованный из английского языка (air base —  «воздушная база»), где он активно используется (особенно в США). Тем не менее официально в авиации России и других стран СНГ применяется только термин аэродром (государственный аэродром, аэродром государственной авиации). Термин «авиационная база» имеет другое значение (см. ст. Авиационные термины).
В списке Государственного реестра аэродромов и вертодромов гражданской авиации России на февраль 2025 года числились 225 аэродромов и 5 вертодромов. В постсоветский период около 2 000 аэродромов в России были переведены в статус «посадочная площадка».

## Международная классификация аэродромов
В соответствии с руководящими документами ИКАО классификация аэродромов осуществляется по кодовому обозначению.
Кодовое обозначение состоит из двух элементов. Элемент 1 является номером, основанным на длине лётной полосы, а элемент 2 является буквой, соответствующей размаху крыла самолёта и расстоянию между внешними колесами основного шасси в соответствии с таблицей:
| Кодовый элемент 1 |             |
| Кодовый номер     | Длина ВПП   |
| 1                 | < 800 м     |
| 2                 | 800—1200 м  |
| 3                 | 1200—1800 м |
| 4                 | > 1800 м    |

| Кодовый элемент 2 |              |                       |
| Кодовая буква     | Размах крыла | колея основного шасси |
| А                 | < 15 м       | < 4,5 м               |
| В                 | 15—24 м      | 4,5—6 м               |
| С                 | 24—36 м      | 6—9 м                 |
| D                 | 36—52 м      | 9—14 м                |
| Е                 | 52—65 м      | 9—14 м                |
| F                 | 65—80 м      | 14—16 м               |

Пример: Самолёт Ил-62М с расчётной длиной взлёта при стандартных атмосферных условиях 3 280 м, размахом крыла 43,2 м и расстоянием между внешними колесами основного шасси 8,0 м соответствует по классификации аэродрому 4D.

## Классификация аэродромов в России

### По длине ВПП и несущей способности покрытия
По длине ВПП и несущей способности покрытия в метрах аэродромы разделяются на шесть классов: 
| Класс | Длина ВПП, м | Ширина ВПП, м |
| ----- | ------------ | ------------- |
| А     | 3200         | 60            |
| Б     | 2600         | 45            |
| В     | 1800         | 42            |
| Г     | 1300         | 35            |
| Д     | 1000         | 28            |
| Е     | 500          | 21            |

Для определения класса аэродрома длина ВПП принимается для нормальных условий.
Также для аэродрома класса «А» обязательным является наличие хотя бы четырёх примыкающих к взлётно-посадочной полосе рулёжных дорожек, из которых по меньшей мере одна должна быть для скоростного съезда с полосы, расположенная менее, чем под углом в 45 градусов к ВПП.

### По взлётной массе принимаемых самолётов
По взлётной массе принимаемых самолётов:
- вне класса (без ограничения массы) — Ан-124, Ан-225, А380 и т. п.
- 1-го класса (75 т и более) — Ту-154, Ил-62, Ил-76 и т. п.
- 2-го класса (от 30 до 75 т) — Ан-12, Як-42, Ту-134 и т. п.
- 3-го класса (от 10 до 30 т) — Ан-24, Ан-26, Ан-72, Ан-140, Як-40 и т. п.
- 4-го класса (до 10 т) — Ан-2, Ан-3Т, Ан-28, Ан-38, Л-410, М-101Т и т. п.

У аэродромов вне класса длина ВПП составляет обычно 3500-4000 м, 1 класса — 3000-3200 м, 2 класса — 2000—2700 м, 3 класса — 1500—1800 м, 4 класса — 600—1200 м. Гражданские аэродромы 3 и 4 класса относятся к аэродромам местных воздушных линий (МВЛ).
Таким образом, 1-й класс примерно соответствует классу А, 2-й класс — Б, 3-й класс — В и Г, 4-й класс — Д. К классу Е относятся полевые и временные аэродромы, посадочные площадки.

## Аэродромные службы
Даже на аэродромах самых малых классов для обеспечения возможности и безопасности:
- взлёта и посадки,
- подготовки к полёту,
- воздушного и наземного сопровождения

— необходимо выполнять значительное количество задач из различных областей авиационной отрасли.
Для разделения труда и обязанностей на аэродромах организуется система служб, находящихся в регулярном взаимодействии.